# Monticola imerina
El roquero litoral (Monticola imerina) es una especie de ave paseriforme de la familia Muscicapidae endémica de Madagascar.

## Taxonomía
El roquero litoral fue descrito científicamente por Gustav Hartlaub en 1860, asignado al género Cossypha. Es una especie monotípica, debido a su reducido área de distribución no se reconocen subespecies diferenciadas.

## Descripción

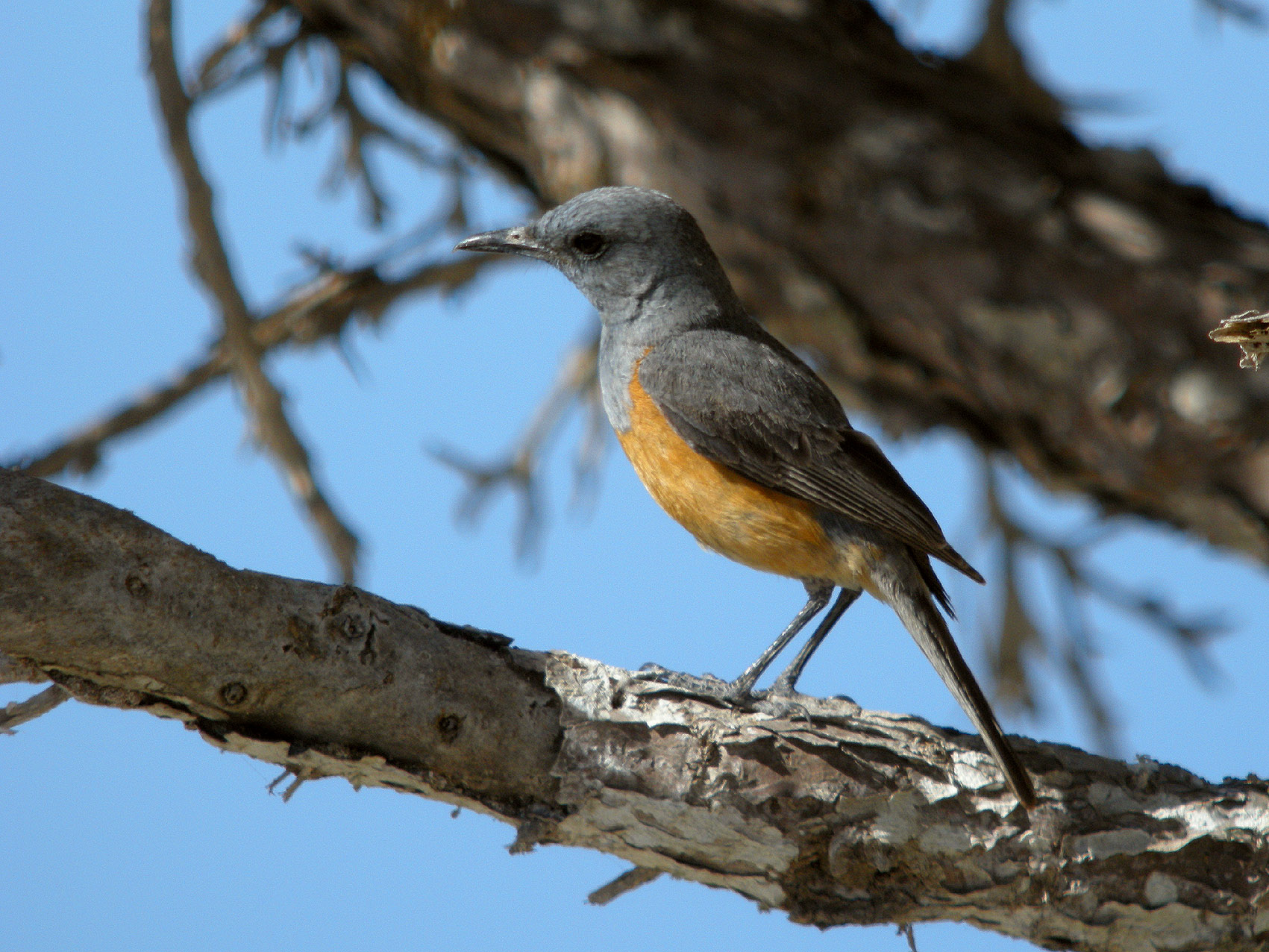
Ejemplar en Ambola, Madagascar.

Como los demás roqueros, el roquero litoral muestra dimorfismo sexual. Los machos tienen un plumaje más colorido que las hembras. Tienen la cabeza, pecho, manto y coberteras de las alas de color gris, las partes inferiores de color anaranjado claro, salvo el bajo vientre que es blanco, las plumas de vuelo de las alas pardo grisáceas, y la cola parda oscura.

## Distribución y hábitat
El roquero litoral es endémico de Madagascar, y solo se encuentra en la región costera del sur de la isla, desde el río Onilahy al lago Anony, justo al oeste de Tôlanaro (anteriormente Fort Dauphin). Prefiere la zonas de arbustos de Euphorbia el matorral bajo sobre sustratos arenosos o calizos, pudiéndose en contar desde el nivel del mar hasta los 200 metros de altitud.

## Conservación y amenazas
A pesar de su limitado área de distribución, su población parec estable, y la UICN lo clasifica como especie bajo preocupación menor. Sin emparto, el hábitat de matorrales en el que vive se encuentra entre los más degradados de Madagascar, y sus núcleos de población se encuentran principalmente fuera de las zonas protegidas. Entre sus amenazas están la destrucción de su hábitat para ser cultivada, la tala para leña, y la presencia de ganado suelto.